# Red House
Red House er en bluessang, komponeret af Jimi Hendrix og oprindeligt indspillet med The Jimi Hendrix Experience i 1966. Sangen er en traditionel 12-takter og er blevet betegnet som "en af de mest traditionelle i såvel sound som form blandt alle hans officielle optagelser". Den er inspireret af tidlige bluessange som f.eks. Robert Johnsons Kind Hearted Woman, og blev udgivet på det første album med The Jimi Hendrix Experience i maj 1967.
Akkompagnementet er et af meget få eksempler på, hvorledes Hendrix' guitarlyd fungerer uden forvrænger. Teksten har en ironisk pointe til det klassiske blues-tema: "Min kæreste har forladt mig", idet sidste vers slutter med ordene: "Min baby elsker mig ikke mere, men jeg ved, at hendes søster vil".
Red House er indspillet af mange forskellige bluesmusikere og findes bl.a. i en live coverversion med Walter Trout fra dennes optræden på Midtfynsfestivalen 1989. Efter en lang pause har Trout genoptaget dette nummer på sit repertoire.